# Quark bottom
Le quark bottom (souvent abrégé en quark b), ou quark beau (beauty quark en anglais), est un quark, une particule élémentaire de la physique des particules.

## Propriétés

Diagramme de désintégration des quarks.

Comme tous les quarks, le quark bottom est un fermion. Il s'agit d'un quark de 3e génération possédant une charge électrique de -⅓ e. Avec une masse de 4 GeV.c−2 (4 fois celle du proton), le quark bottom est le 2e quark le plus lourd, étant dépassé seulement par le quark top.
L'antiparticule du quark bottom est l'antiquark bottom, de charge électrique ⅓ e.
Le quark bottom fut découvert au Fermilab en 1977. Il fut un temps question de le nommer quark « beauté », mais le pragmatisme finit par prendre le pas sur la licence poétique.

## Hadrons
Parmi les hadrons contenant un ou plusieurs quarks bottom, on peut citer :
- les mésons B, contenant un quark ou un antiquark bottom et un quark up ou down ;
- les mésons Bc et Bs, contenant un quark bottom et respectivement un quark charm et strange ;
- il existe plusieurs exemples de quarkonium bottom (un méson composé d'un quark bottom et de son propre antiquark),  comme le méson Υ ;
- des baryons bottom ont été observés et sont nommés par analogie avec les baryons étranges (par exemple Λb+).

## Désintégration
La désintégration du quark b est étudiée à travers celle d'un hadron le comportant, notamment le méson B. Différents modes de désintégration sont prévus par la théorie et de fait observés, notamment la désintégration en un quark léger, un lepton chargé et son neutrino, et la désintégration en un quark léger, un lepton chargé et son antiparticule. Dans certains cas ces deux modes semblent ne pas se comporter comme le prévoit le modèle standard : le premier quand c'est un lepton tau qui est émis, et le second quand c'est une paire muon-antimuon.